# ضرعاء صغيرة
ضرعاء صغيرة (الاسم العلمي:Mammillaria nana) هي نوع نباتي يتبع جنس الضرعاء من فصيلة الصبارية.